# 바이오캅 윙고
《바이오캅 윙고》는 대한민국의 삼성영상사업단에서 제작하여 문화방송에서 방영된 애니메이션으로 자연보호와 환경사랑 그리고 어린이들의 우정에 대한 내용을 담고있다. 혼성 음악 그룹 UP가 주제가를 불렀다.

## 등장인물
- 박영남 : 윙고 역
- 정미숙 : 리나 역
- 이선주 : 키바 역
- 이재명 : 빠코 역
- 이인성 : 지큐라 역
- 구자형 : 다칸 역
- 유해무 : 루카 역
- 황일청 : 쿠바 역
- 성선녀 : 쌈바 역
- 그 외 투니버스 전속 성우들